# Shay Abutbul
Shay Abutbul (hebräisch שי אבוטבול, Schai Abutbul; * 16. Januar 1983 in Bat Yam) ist ein israelischer ehemaliger Fußballspieler. Er spielte dreizahn Jahre lang für Hapoel Tel Aviv in der Ligat ha’Al, der höchsten israelischen Spielklasse.

## Karriere
Abutbul begann seine Karriere in der Jugendabteilung von Hapoel Tel Aviv. 2002 wurde er in die erste Mannschaft geholt. Bereits in seiner ersten Saison wurde er mit dem Verein Dritter und konnte in der darauffolgenden Saison im UEFA-Cup antreten. Sein erstes Spiel auf europäischer Klubebene machte der Israeli am 24. September 2003 gegen Gaziantepspor aus der Türkei. Er spielte durch, jedoch wurde das Spiel in Gaziantep mit 0:1 verloren. In dieser Saison wurde man am Ende in der Meisterschaft nur Fünfter. Nach einem Neunten Platz 2004/05 konnte man 2005/06 Vizemeister werden, als Draufgabe wurde Abutbul mit Hapoel israelischer Pokalsieger, indem man Bnei Yehuda Tel Aviv im Stadtderby 1:0 bezwang.
2006/07 wurde man Vierter. In der nächsten Saison fiel man auf den siebenten Platz zurück, den man mit der Teilnahme am Pokalfinale kaschierte, man verlor gegen Beitar Jerusalem im Elfmeterschießen. 2008/09 konnte der Vizemeistertitel errungen werden; ab 2010 errang die Mannschaft dreimal hintereinander den Pokal. 2015 ging Abutbul nach kurzer Vereinslosigkeit bis zum Ende der Saison zum Drittligisten Maccabi Sha'arayim, dann beendete er seine Laufbahn.
International spielte der Mittelfeldspieler bisher für die U-19- und U-21-Auswahl Israels, wobei er in der U-21 als Kapitän agierte, jedoch wurde er bisher noch nicht für die A-Mannschaft nominiert.

## Erfolge
- Israelischer Pokalsieger: 2006, 2007, 2010, 2011